# リュ・ギョンス
リュ・ギョンス（朝: 류경수、劉慶秀、1992年10月12日 - ）は大韓民国の俳優、タレントである。

## 出演

### 映画
- 旅行をしましょう（2008年）
- 冥王星（2012年）
- 真夜中の太陽（2014年）
- 私のそばの赤ちゃん（2016年）
- ミッドナイト・ランナー（2017年）
- 死体が消えた夜（2018年）
- 昼間のピクニック（2018年）
- スピード・スクワッド ひき逃げ専門捜査班（2019年）
- ディヴァイン・フューリー/使者（2019年）
- ザ・コール（2020年）※Netflixオリジナルとして世界配信
- 人質 韓国トップスター誘拐事件（2021年）
- ベイビー・ブローカー（2022年）※特別出演

### テレビドラマ
- 江南ママの教育戦争（2007年、SBS）
- ハッピーエンド（2012年、JTBC） - パク・ジョンホ役
- TWO WEEKS（2013年、MBC）
- 自白（2019年、tvN） - ハン・ジョング役
- 梨泰院クラス（2020年、JTBC） - チェ・スングォン役
- 地獄が呼んでいる（2021年、Netflix） - ユジ執事役
- グリッチ －青い閃光の記憶－（2022年、Netflix） - キム・ビョンジョ役
- アンナラスマナラ（2022年、Netflix） - アイのコンビニのバイト仲間

- 未知のソウル（2025年、Netflix）

### Webドラマ
- 都会の男女の恋愛法（2020年、kakaoTV）- カン・ゴン

### 広告
- KT
- バッカス
- マキシムモカゴールド